# Marie Severin
Marie Severin (21 de agosto de 1929-29 de agosto de 2018, East Rockaway, Nueva York, Estados Unidos-Amityville, Nueva York, Estados Unidos) fue una dibujante y colorista estadounidense conocida por su trabajo para Marvel Comics y, durante la década de 1950, EC Comics. Es miembro del salón de la fama de los cómics de Will Eisner y del Salón de la Fama de los premios Harvey.

## Primeros años y carrera temprana
Marie Severin nació en East Rockaway, Nueva York, en Long Island, la segunda y última hija de John Edward Severin, nacido en Oslo, Noruega, quien emigró a los Estados Unidos a los tres años, de ascendencia irlandesa. Su hermano mayor, John Severin, nació en 1922. Su familia se mudó a Brooklyn, Nueva York, cuando Marie tenía cuatro años. Asistió a una escuela primaria católica y luego a la escuela secundaria Bishop McDonnell Memorial para niñas. En ese entonces su familia vivía en un departamento en el vecindario de Bay Ridge; No está claro si la familia de Severin siempre vivió en este lugar de Brooklyn o se mudaron a él en el ínterin. Debido al calendario escalonado de su escuela, la generación de Severin se graduó en enero de 1948, en lugar de a mediados de año como es habitual en Estados Unidos.
Severin creció en un hogar artístico en el que su padre, un veterano de la Primera Guerra Mundial, se convirtió en diseñador para la compañía de moda Elizabeth Arden durante la década de 1930. En su adolescencia, Severin tomó lo que recuerda como «un par de meses» de clases de caricatura e ilustración, y después asistió al Pratt Institute en Brooklyn «por un día y dijo: "esto es una universidad", y quería dibujar y ganar dinero». Su primer trabajo fue como oficinista para una compañía de seguros en el centro de Manhattan «durante un par de años» mientras que aún vivía en casa de sus padres, donde continuó viviendo allí después de la muerte de su padre.

Severin trabajaba en Wall Street cuando su hermano John, entonces artista de EC Comics, necesitó un colorista para su trabajo en esa editorial. El trabajo de historieta más antiguo de Marie Severin del que se tiene registro son los colores de A Moon, a Girl ... Romance #9 (octubre de 1949) de EC Comics. En una entrevista de 2001, recordó cómo tuvo sus inicios como colorista.
[Fui colorista] para todos los títulos bélicos de EC con [Harvey] Kurtzman. Terminé coloreando todos sus títulos, estaban felices con ello, y aprendí mucho sobre la producción de color y cómo funcionaba todo. [...] Creo que las tablas de color para las páginas impresas tenían un rango de 48 colores. Tenía el rango completo; mezclaba los colores — dorados, verdes, azules, y demás — y los intensificabas de modo que los separadores pudieran ver la diferencia. [...] Lo que les gustaba es que de verdad estudiaba cuáles colores se veían mejor y más definidos uno junto al otro, las sutilezas de ello. También hacía pruebas de lectura de los colores.
Contribuyó como colorista de toda la línea de la compañía, incluidos sus historietas bélicas y sus célebres pero notoriamente gráficas historietas de terror; también trabajó en la producción de los cómics, además de «hacer pequeños retoques y cosas así» en el arte. Cuando EC dejó de publicar historietas como resultado de las audiencias del Senado de los EE. UU. sobre los efectos de los cómics en los niños y el establecimiento del Comics Code Authority, Severin trabajó brevemente para Atlas Comics, el predecesor de la editorial Marvel Comics en la década de 1950. Después de una recesión en la industria alrededor de 1957, abandonó el medio y encontró trabajo en el Banco de la Reserva Federal de Nueva York. Recordó en 2001: «hice un poco de todo para ellos: hice gráficos de televisión sobre economía [y] dibujé mucho. Hice un cómic [educativo] en el que mi hermano hizo el arte final [...] sobre cheques".

### Afirmación de paneles azules
Frank Jacobs escribió en 1972, en su biografía del editor de EC William M. Gaines: «estaba Marie Severin, la colorista de Gaines y una católica muy moral, que expresaba sus sentimientos coloreando de azul oscuro cualquier panel que pensaba que era de mal gusto. [El editor de EC, Al] Feldstein la llamó "la conciencia de EC"».

Severin ha refutado repetidamente esta afirmación, que se convirtió en parte de la tradición popular de la historieta estadounidense, al mismo tiempo que ha admitido usar ocasionalmente el proceso de coloreado para «tratar de bloquear» algún contenido macabro, y señaló:
Nunca asumía una posición editorial. Lo que hacía frecuentemente era, si alguien había sido desmembrado, en lugar de eso lo coloreaba en amarillo porque es [un color] chillón, y también [al mismo tiempo] podías ver lo que estaba ocurriendo. O rojo, para los elementos de sangre, pero no para atenuar el arte. [...] Quiero decir, la principal razón por la que estas personas estaban comprando estas historietas era para ver a alguien ser decapitado, ¿sabe? [...] Y [los editores] me confiaban muchas cosas. Sabían que no atenuaría el arte; solamente trataría de bloquearlo un poco de modo que si un padre tomaba la historieta en una farmacia, no vería que el estómago de alguien estaba completamente rojo.

## La edad de plata de las historietas
En 1959, cuando la industria se había recuperado durante el período que los fanáticos e historiadores llaman la edad de Plata de los cómics, Severin volvió a trabajar para Marvel Comics en el área de producción. Severin recordó en 2001 que cuando la revista Esquire solicitó a un artista que ilustrara una historia «sobre la cultura de las drogas en las universidades», el director de producción de Marvel, Sol Brodsky, le ofreció el encargo a Severin en lugar de a uno de los artistas habituales, que tenían fechas de entrega que cumplir. Su ilustración para la revista llevó a que Stan Lee, editor en jefe de Marvel, le asignara el dibujo de Doctor Strange, que aparecía en el título Strange Tales, reemplazando a Bill Everett, quien había sido el sucesor del cocreador Steve Ditko, cocredor del personaje. Junto con Lee, Severin cocreó al Tribunal Viviente, una entidad cósmica ficticia, en Strange Tales #157 (junio de 1967).
Severin fue la colorista principal de Marvel hasta 1972, momento en el que entregó la mayor parte de sus tareas de coloreado a George Roussos, con el fin de poder hacer más dibujo a lápiz. Diversificó su trabajo para hacer dibujo y entintado, además de ser letrista esporádica en varios títulos. Dibujó historias de Namor y Hulk, así como las portadas o interiores de títulos como Iron Man, Conan el Bárbaro, Kull the Conqueror, The Cat, y Daredevil. Además, trabajó en la revista de humor satírico Crazy Magazine de Marvel y en la historieta de cómic de auto-sátira de la editorial, Not Brand Echh.

## Vida y carrera posterior
En 1976, Severin cocreó con Archie Godwin a Spider-Woman, diseñando su traje original, también cocreó con Steve Gerber al Doctor Bong, un villano Howard el pato en 1977. Dos años más tarde aportó una historieta breve de Spider-Man y Hulk que ilustraba hojas de papel higiénico promocional.
En la década de 1980 fue asignada a la división de Proyectos Especiales de Marvel, que se encargaba de las licencias de libros distintas a historietas. Ayudó a diseñar maquetas de juguetes y productos vinculados a cine y televisión, también trabajó en el sello de corta vida Marvel Books, dedicado a libros para colorear y libros de calcomanías para niños. Durante este periodo dibujó los títulos Fraggle Rock y Muppet Babies para el sello infantil de Marvel, Star Comics.
Durante la década siguiente, Severin dibujó «Impossible Tale» en el número 31 (agosto de 1998) del título Soulsearchers and Company, un cómic de humorístico de superhéroes editado por Claypool Comics, con entintado de su colega durante la edad de plata de las historietas, Jim Mooney. Más tarde, entintó el dibujo de Dave Cockrum en el #43 de este título (julio de 2000) y los lápices de Richard Howell para la historia «Favor of the Month» en Elvira, Misstress of the Dark #144 (abril de 2005).
Severin se retiró algún tiempo después, pero realizó trabajo ocasional durante la década de 2000, tal como volver a colorear muchas de las historietas reimpresas en los libros retrospectivos de EC Comics, B. Krigstein y B. Krigstein Comics; el primero de estos libros ganó premios premios Harvey y Eisner en 2003.
El 11 de octubre de 2007 Severin sufrió un derrame cerebral y fue llevada al Hospital Huntington, en Huntington, Long Island, donde fue internada para recuperar su salud.
Falleció el 29 de agosto de 2018 a los 89 años de edad por accidente cerebrovascular.

## Premios y reconocimientos
Severin ganó el premio Shazam al Mejor Dibujante (División de Humor) en 1974. El siguiente año fue nominada al premio por Mejor entintador (División de humor) y Mejor colorista.[cita requerida]
Severin habló en un panel de la Comic Art Convention de Nueva York de 1974 sobre el papel de las mujeres en las historieras, junto con Flo Steinberg, Jean Thomas, Linda Fite e Irene Vartanoff, una representante de las fans. También participó en el Women of Comics Symposium en la edición de 2006 de la Toronto Comicon.
Severin ganó un premio Inkpot en el marco de la Comic Con de San Diego de 1988. En 2001 fue incluida en el salón de la fama de la historieta Will Eisner; ella y Dale Messick, la creadora de Brenda Starr, fueron las primeras mujeres en ser incluidas.
El trabajo de Severin formó parte de la exposición «She Draws Comics» dedicada a mujeres historietistas del Museum of Comics and Cartoon Art de julio a noviembre de 2006.
Por sus contribuciones al medio, Comics Alliance incluyó a Severin como una de las doce mujeres historietistas que merecen un reconocimiento por su trayectoria. Recibió el premio Icon Award de la Comic-Con International en 2017.
En 2019, Severin recibió de manera póstuma el Stacey Aragon Special Recognition Award de los Premios Inkwell por una vida dedicada al arte del entintado. Severin también fue incluida en el Salón de la Fama de los Premios Harvey junto con su hermano John, Will Elder, Jack Davis y Ben Oda.

## Vida personal
Su hermano John fue un artista que trabajó para EC y Marvel; su sobrina, Ruth Larenas, es productora en la editorial Bubblehead Publishing, propiedad de su sobrino John Severin Jr.

### Atlas Comics
- Astonishing #54 (artista) (1956)
- Tales of Justice #55 (artista) (1957)
- Uncanny Tales #54 (artista) (1957)
- World of Mystery #3, 7 (artista) (1956-1957)

### Claypool Comics
- Elvira: Mistress of the Dark #44 (entintador) (2005)
- Soulsearchers and Company #31 (dibujante), #43 (entintador) (1998-2000)

### DC comics
- 9-11: The World's Finest Comic Book Writers & Artists Tell Stories to Remember, Volume Two (artista / colorista) (2002)
- Batman Black and White, vol. 2, HC (artista, entre otros) (2002)
- Bizarro Comics HC (entintador / colorista) (2001)
- Fanboy #4 (artista) (1999)
- LAW (Living Assault Weapons) #6 (colorista) (2000)
- Looney Tunes #100 (artista) (2003)
- Pinky and the Brain #27 (colorista) (1998)
- Supergirl Plus #1 (colorista) (1997)
- Superman Adventures #1–12, 14, 22–38, 40–66 (colorista) (1996–2002)

#### Paradox Press
- The Big Book of... volumen 9, #11–14, 17 (artista) (1997–2000)

### Dark Horse Comics
- Harlan Ellison's Dream Corridor Quarterly #1 (colorista) (1996)
- Michael Chabon Presents the Amazing Adventures of the Escapist #5 (artista) (2005)

### EC Comics
- A Moon, a Girl... Romance #9 (colorista) (1949)
- Aces High #1–5 (colorista) (1955)
- Crime SuspenStories #17–20, 22–27 (artista / colorista) (1953–1955)
- Extra! #1–5 (colorista) (1955)
- Frontline Combat #5 (colorista) (1952)
- The Haunt of Fear #1, 14–17 (colorista) (1950–1953)
- Impact #1–5 (colorista) (1955)

### Gladstone
- Mickey Mouse #219 (colorista) (1986)

### GT Labs
- Dignifying Science OGN (dibujante) (1999)

### Marvel Comics
- 2001: A Space Odyssey Marvel Treasury Special #1 (colorista) (1976)
- 2099 Unlimited #1, 3 (colorista), #6 (artista / colorista) (1993–1994)
- Alf #1–18, 20–38, 40–50, Annual #1–3, Holiday Special #1–2, Spring Special #1 (entintador / colorista) (1988–1992)
- Amazing Adventures #16 (dibujante) (1973)
- Amazing High Adventure #1, 3–4 (colorista) (1984–1986)
- The Amazing Spider-Man #186 (colorista), Annual #5 (dibujante) (1968–1978)
- Astonishing Tales #20 (dibujante / colorista) (1973)
- The A-Team #1 (dibujante / colorista) (1984)
- Battlestar Galactica #3 (colorista) (1979)
- Bill & Ted's Bogus Journey #1 (entintador) (1991)
- Bill & Ted's Excellent Comic Book #4–12 (entintador) (1992)
- Captain America #440 (entintador) (1995)
- Captain Britain #1–2, 4–7, 10, 15–16 (colorista) (1976–1977)
- Casper #1 (entintador) (1995)
- Cat #1–2 (dibujante / colorista) (1972–1973)
- Chamber of Darkness #2 (dibujante) (1969)
- Conan the Barbarian #10 (dibujante), #69, 72 (colorista) (1971–1977)
- Conan the King #20 (entintador) (1984)
- Conan the Reaver GN (colorista) (1987)
- Coneheads #1–4 (entintador) (1994)
- Crazy Magazine #11, 69, 75, 78–79 (artista) (1975–1981)
- Creatures on the Loose #10 (colorista), #14 (dibujante) (1971)
- Damage Control vol. 2 #4 (entintador) (1990)
- The Deep #1 (colorista) (1977)
- Defenders #53 (colorista), #127 (guion / artista) (1977–1984)
- Doc Savage #4 (dibujante) (1976)
- Doctor Strange vol. 2 #20, 31 (colorista) (1976–1978)
- Doctor Strange, Sorcerer Supreme #78–79 (dibujante) (1995)
- Droids #1, 6 (colorista) (1986–1987)
- Epic Battles of the Civil War Volume 1–4 (colorista) (1998)
- Epic Illustrated #9, 11, 13 (entintador), #12 (letrista), #15–20 (colorista) (1981–1983)
- Ewoks #1–2 (entintador / colorista) (1985)
- Fallen Angels #3 (dibujante) (1987)
- Fantastic Four #177 (colorista) (1976)
- Fraggle Rock #1–8 (artista / colorista) (1985–1986)
- Francis, Brother of the Universe #1 (entintador / colorista) (1980)
- G.I. Joe: A Real American Hero #28 (dibujante) (1984)
- Giant-Size Chillers #3 (artista) (1975)
- Heathcliff #53 (artista) (1990)
- Heroes for Hope Starring the X-Men #1 (colorista) (1985)
- Howard the Duck #7 (colorista) (1976)
- Hugga Bunch #2 (colorista) (1986)
- The Hulk #15 (colorista) (1979)
- Human Fly #1 (colorista) (1977)
- The Incredible Hulk #102–105, Annual #1 (dibujante), #190, 354, 358–367 (entintador) (1968–1990)
- Invaders #14 (colorista) (1977)
- Iron Fist #13 (colorista) (1977)
- Iron Man #82–83, 85 (entintador), #108 (colorista) (1976–1978)
- Kickers, Inc. #2 (colorista) (1986)
- Kid 'n Play #6 (entintador) (1992)
- King Arthur and the Knights of Justice #1–3 (entintador) (1993–1994)
- Kull the Conqueror #2–10 (dibujante) (1971–1973)
- Kull the Conqueror vol. 2 #1, 7, 9 (colorista) (1982–1985)

- Kull the Destroyer #18, 20–21 (colorista) (1976–1977)
- The Life of Pope John Paul II #1 (colorista) (1983)
- Logan's Run #1, 3 (colorista) (1977)
- Marvel Comics Super Special #1–3, 9, 15, 22–23 (colorista), #20 (dibujante / colorista) (1978–1982)
- Marvel Holiday Special #3 (artista) (1994)
- Marvel Premiere #50 (colorista) (1979)
- Marvel Spotlight #12 (colorista) (1973)
- Marvel Super-Heroes vol. 2 #12 (dibujante) (1993)
- Marvel Team-Up #74 (entintador / colorista) (1978)
- Marvel Treasury Edition #12, 24 (colorista) (1976–1980)
- Marvel Two-in-One #23 (dibujante) (1977)
- Midnight Sons Unlimited #6–7 (artista / colorista) (1994)
- Mighty Mouse #1–10 (entintador) (1990–1991)
- Misty #1–3 (colorista) (1985–1986)
- Monsters on the Prowl #16 (entintador) (1972)
- Moon Knight Special #1 (artista / colorista) (1992)
- Ms. Marvel #1 (colorista) (1977)
- Muppet Babies #1, 3–13, 15–16 (artista / colorista) (1985–1987)
- New Warriors Annual #1 (entintador) (1991)
- Not Brand Echh #1–9, 11–13 (artista) (1967)
- Nova #6, 11 (colorista) (1977)
- Official Handbook of the Marvel Universe #3, 14 (dibujante) (1983–1984)
- Pizzazz #5, 9–13, 15 (Star Wars comic) (colorista) (1978)
- Power Man #35 (dibujante) (1976)
- Power Man and Iron Fist #60 (dibujante / colorista) (1979)
- Psi-Force #3 (colorista) (1987)
- Punisher 2099 #7–8, 12 (colorista) (1993–1994)
- Rawhide Kid, vol. 2, #1 (colorista) (1985)
- Red Sonja vol. 3 #8 (entintador) (1985)
- The Ren & Stimpy Show #9 (entintador) (1993)
- Royal Roy #1 (colorista) (1985)
- Sergio Massacres Marvel #1 (entintador) (1996)
- The Smurfs #1 (entintador) (1982)
- The Spectacular Spider-Man #8 (colorista), #45, 47–48, 51, 54, Annual #3, 11 (artista) (1977–1991)
- Spider-Man and the Dallas Cowboys Sunday supplement (guion / dibujante) (1983)
- Spider-Man: Christmas in Dallas promotional one-shot (colorista) (1983)
- Spoof #1–5 (1970–1973)
- Star Team promotional one-shot (colorista) (1977)
- Star Trek #13 (entintador) (1981)
- Star Wars #1, 17 (colorista) (1977–1978)
- Strange Tales #153–160 (artista) (1967)
- Sub-Mariner #9, 12–19, 21–23, 44–45 (dibujante / colorista) (1969–1972)
- Supernatural Thrillers #1 (dibujante) (1972)
- Tales of Suspense #73 (colorista) (1966)
- Tales to Astonish #92–101 (dibujante) (1967–1968)
- Tarzan #1–2 (colorista) (1977)
- Thor #253, 287 (colorista), 306, 308 (entintador) (1976–1981)
- Thundercats #13–16 (colorista) (1987)
- The Tomb of Dracula #58, 60 (colorista) (1977)
- Toxic Crusaders #1, 3, 6–7 (entintador) (1992)
- Transformers: Generation 2 #1–4 (entintador) (1993–1994)
- Web of Spider-Man #27 (colorista) (1987)
- What If ... ? vol. 2 #17 (entintador) (1990)
- What The--?! #1, 16, 18, 21, 25–26 (artista / entintador / colorista) (1988–1993)

## Otras lecturas
- Comic Book Artist #18 (abril de 2002): Marie Severin entrevistada sobre Flo Steinberg